# Argent (banda)
Argent fue una banda británica de hard rock y rock progresivo, formada en Saint Albans en 1969, y activa hasta 1976.

## Carrera
El artífice detrás del grupo, como su nombre lo indica, fue el organista, mellotronista y vocalista Rod Argent, exmiembro del influyente grupo psicodélico The Zombies, quien se unió al guitarrista y vocalista Russ Ballard (ex The Roulettes), al bajista Jim Rodford (primo de Argent), y al percusionista Robert Henrit.
En 1970 es lanzado el LP debut homónimo: Argent, tras el cual llegarían Ring of Hands y All Together Now, este último conteniendo uno de los mayores éxitos del grupo: "Hold your head up", canción regrabada por Uriah Heep a fines de los 80.
En 1973 editan el álbum In Deep, que incluía otro hit: "God Gave Rock and Roll to You", tema versionado más tarde por artistas como Kiss, Santana o la banda de Rock cristiano Petra.
Tras la edición de Nexus, y de un disco en directo: Encore: Live in Concert, ambos de 1974, Ballard se aleja de Argent, para dedicarse a su carrera en solitario.
Argent contrata a dos músicos en su reemplazo: los guitarristas y eventuales vocalistas John Verity y John Grimaldi, con quienes se graban los álbumes Circus y counterpoints, ambos de 1975, trabajos con una orientación jazz fusión que marcan el final de Argent, disuelta finalmente al año siguiente.
El 25 de julio de 2010, los miembros originales de Argent se reunieron ofreciendo un show, en el marco del "High Voltage Festival", en Londres, embarcándose luego en una pequeña gira británica de 5 fechas, hacia fines de ese año.

## Discografía
- Argent (1969)
- Silver Plated (1970)
- Ring of Hands (1971)
- All Together Now (1972)
- In Deep (1973)
- Encore: Live in Concert (1974)
- Nexus (1974)
- Counterpoints (1975)
- Circus (1975)
- Moving Home (1978)
- High Voltage Festival (2010)
- Thinking Out Loud (2022)